# Симоненко Наталія Михайлівна
Симоненко Наталія Михайлівна (нар. 7 квітня 1962, Шостка, Сумська область) — майстер соломоплетіння, член Спілки майстрів народних мистецтв України.

## Біографія
Симоненко Наталія Михайлівна народилась 7 квітня 1962 року в Шостці Сумської області. 1985 року закінчила Сумський педагогічний інститут імені Антона Макаренка. З 1986 року керівник гуртка соломоплетіння Палацу дітей та юнацтва в Шостці. Симоненко Н. П. виготовляє вироби з природного матеріалу — «соломи» (жито, пшениця, овес). Майстриня знайомить учнів зі способами і методами переробки природного матеріалу, навчає виконувати нескладні аплікації, панно, плетуть косичку. Новий цикл творчих здобутків і пошуків захоплює дітей[джерело?]. Проходячи на другу сходинку основного рівня, гуртківці опановують різні види плетива соломкою на площині і в об'ємі, специфіку їх виконання, історичні відомості про життя і використання в побуті пращурів солом'яного матеріалу. Симоненко Наталія Михайлівна створює умови для експериментальної діяльності дітей, продовжує традиції мистецтва соломоплетіння у Шостці Сумської області.

## Досягнення
Брала участь у багатьох Всеукраїнських та міжнародних виставках народного і декоративно-ужиткового мистецтва.
2001 року прийнята до Спілки майстрів народних мистецтв України.

## Твори
- 1996 року — бриль
- 1998 року — Лялька Ганнуся
- 2000 року — баранці
- 2001 року — птахи
- 2001 року — коник
- 2005 року — коні
- 2006 року — дівчина